# Wolin (eiland)

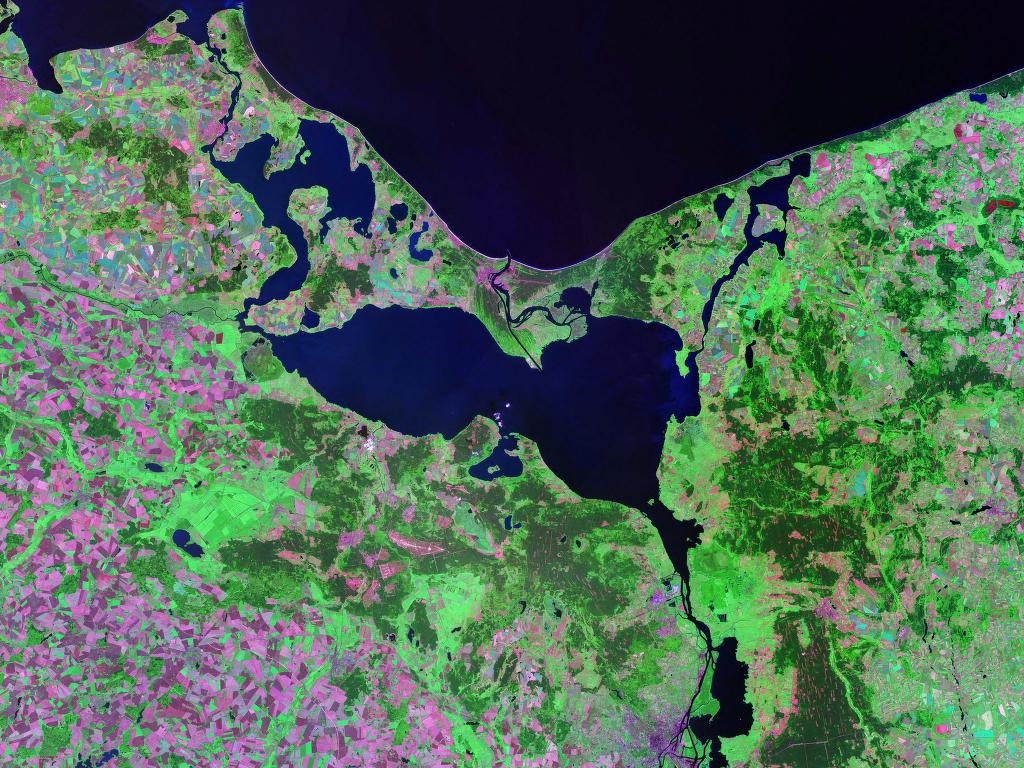
Satellietfoto van Usedom en Wolin

Wolin (Duits: Wollin) is een eiland in de Oostzee voor de kust van West-Pommeren, sinds 1945 behorend tot Polen. Het ligt tussen het Oderhaf in het zuiden en het eiland Usedom en de Pommerse Bocht in het noorden. Het eiland meet 265 km².
De grootste plaats op Wolin is Świnoujście (voor 1945: Swinemünde), dat deels op Wolin en op het Poolse deel van Usedom ligt, aan de Swina, de rivier die het Oderhaf met de Oostzee verbindt en een deel van het water van de Oder afvoert. 
Een andere belangrijke plaats is het stadje Wolin, gelegen in de gelijknamige gemeente.
Vanwege hun natuurwaarden hebben het eiland en directe omgeving in 1960 de status van nationaal park gekregen. De oppervlakte van dat park is 10.937 ha. Het hoofdkantoor is gevestigd in Międzyzdroje, voor 1945: Misdroy. 
Het strand- en kuurtoerisme speelt een belangrijke rol in de economie van Wolin. Het eiland heeft een vaste oeververbinding met het Poolse vasteland en veerdiensten op Denemarken (Bornholm) en Zweden. 

## Geschiedenis
Wolin is een tweelingeiland van Usedom en daarvan gescheiden door de Odermonding. Het werd door Germaanse Rugiërs bewoond en na hun vertrek in de 7e eeuw kwamen Slavische stammen binnen, die Pomoranen ('aan de zee wonenden') genoemd werden. Vikingen vestigden zich in handelskolonies aan de kust en wierpen aarden burchtwallen op. In het kader van kersteningspogingen slaagde de Duitse keizer Otto I erin om de Pomoranen onder zijn leenheerschappij te brengen, maar de Poolse hertog Mieszko I legde een soortgelijke relatie en de Pomoraanse hertogen schipperden tussen beide totdat in 1124 bisschop Otto van Bamberg  en met pauselijke en keizerlijke steun het christendom gewapenderhand oplegde. Het eiland werd nu bevolkt door kolonisten uit het westen en deze zogenaamde Duitsers mengden zich met de Wenden zoals de Pomoranen ter plaatse heetten. Het eiland ontwikkelde zich rond 1400 tot een zeeroversnest dat het Verbond van de Hanze zoveel schade toebracht dat het met geweld onderworpen moest worden. 
Gedurende de Dertigjarige Oorlog veroverden de keizerlijk troepen eerst het eiland met zijn strategische ligging. Zij werden afgelost door de Zweden die het bij de Vrede van Westfalen in 1648 behielden als een deel van Zweeds Pommeren. Brandenburg (later Pruisen genaamd) slaagde er in 1721 in om het eiland samen met Usedom en de stad Stettin in handen te krijgen.
Napoleontische troepen bezetten de stad Wollin tijdelijk in 1809. Daarna werd het eiland weer deel van de Pruisische provincie Achter-Pommeren. In de loop van de 19e eeuw ontwikkelden zich aan kust een reeks badplaatsen die vooral door Berlijners bezocht werden. 
Opdat de gehele Odermonding onder Polen zou vallen werd het eiland in 1945 samen met het oostelijke deel van Usedom (de havenstad Swinemünde, sindsdien Świnoujście) aan Polen toegewezen. De bevolking, voor zover niet gevlucht, werd uitgewezen en Polen kwamen in hun plaats.    